# Sea Star Festival
Sea Star Festival glazbeni je festival u Umagu.
Festival je podružnica festivala EXIT. Prvi put je održan 26. i 27. svibnja 2017. u Stella Maris Resortu u Umagu. Festival predstavlja rock, pop, techno, house, hip-hop, metal i punk izvođače koji nastupaju na više pozornica. Među značajnim imenima koja su nastupila su: Fatboy Slim, Sven Väth, Wu-Tang Clan, Dubioza kolektiv, Baby Lasagna, The Prodigy, Robin Schulz, Cypress Hill, Loreen, Hladno pivo, Bajaga, Rambo Amadeus, S.A.R.S. i mnogi drugi.
U svojoj prvoj festivalskoj godini 2017., Sea Star je ušao u uži izbor u dvije kategorije na godišnjoj dodjeli nagrada „European Festivals Awards” koja se održava u Groningenu u Nizozemskoj, natječući se za titulu najboljeg festivala srednje veličine i najboljeg novog festivala. Na nacionalnoj razini, Sea Star je 2017. osvojio nagradu „Capra D’Oro” koju dodjeljuje Turistička zajednica Istre za promociju regije Istre, a iste godine osvojio je i nagradu „Ambasador” za najbolji novi festival.